# Concepción Picciotto
Concepción Picciotto (nata María de la Inmaculada Concepción Martín, conosciuta anche come Conchita o Connie; Vigo, 15 gennaio 1936 – Washington, D.C., 25 gennaio 2016) è stata una pacifista statunitense di origine spagnola. Dal 1º agosto 1981 visse a Lafayette Square, Washington, in un campo dove si era allestita una tenda di fronte alla Casa Bianca, per protestare contro le armi nucleari. Lo fece per quasi 35 anni, fino alla sua morte nel 2016..
Picciotto portò avanti il più lungo atto continuo di protesta politica negli Stati Uniti, con sua tenda che fu soprannominato dai suoi sostenitori come "1601 Pennsylvania Avenue".

## Biografia
Picciotto sosteneva di essere rimasta orfana in Spagna e di essere stata allevata da una nonna. A 18 anni, nel 1960, emigrò negli Stati Uniti e lavorò come receptionist per un addetto commerciale del governo spagnolo a New York. Si innamorò di un immigrato italiano (il cui nome è sconosciuto), lo sposò e visse nel quartiere Gravesend di Brooklyn, New York. Nel 1973 adottò in Argentina una bimba neonata, Olga.

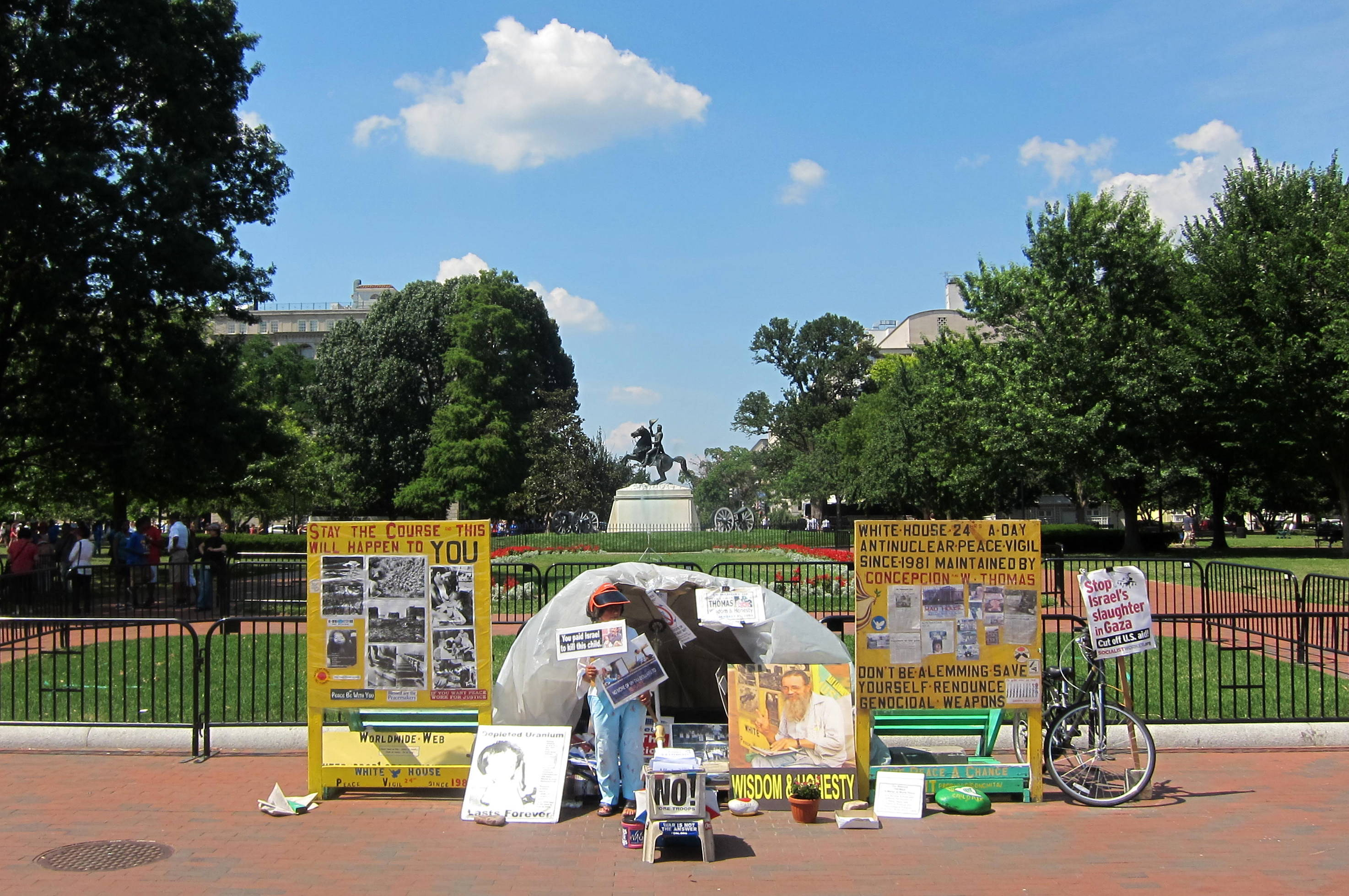
La tenda di Concepción Picciotto nel giugno 2010

Un doloroso divorzio e una guerra per la custodia della bambina le costarono l'appartamento, la figlia e il lavoro.

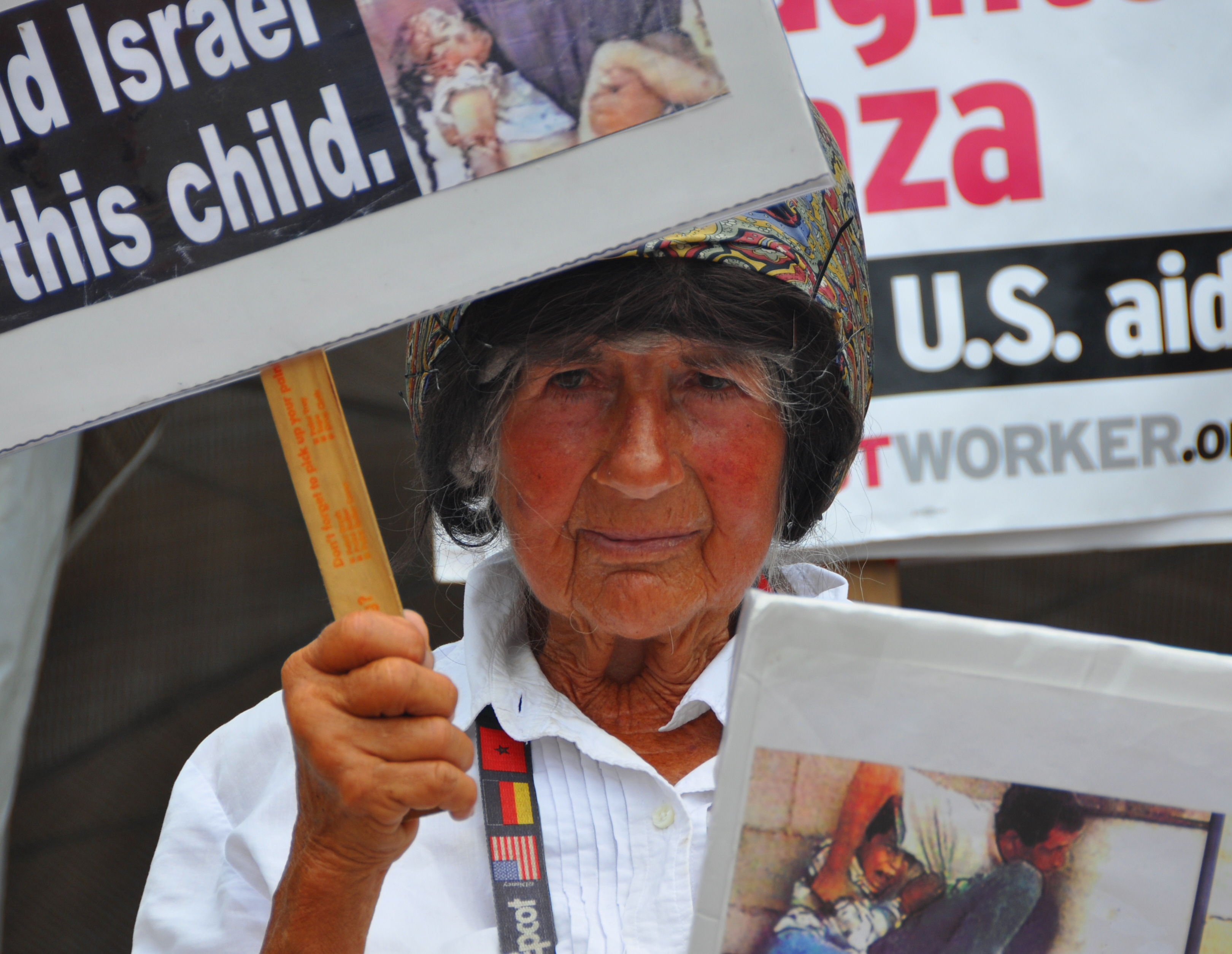
Concepción Picciotto il 15 giugno 2010

Picciotto fu ispirata da un altro attivista, William Thomas (morto il 23 gennaio 2009), che originariamente iniziò la Veglia per la Pace alla Casa Bianca il 3 giugno 1981. I due cominciarono a protestare sul marciapiede vicino alla recinzione della Casa Bianca. Le regole del National Park Service li costrinsero a spostarsi verso Pennsylvania Avenue. Per le parate inaugurali, venivano spostati. Lei fu condannata a 90 giorni per aver violato le regole del parco.
Durante la sua vita è stata assistita dai membri di Occupy Peace House dove risiedeva.
Si dice che fosse in trattative con Ellen Thomas per rimanere nella Peace House, una casa a Washington D.C. che Thomas aveva ereditato da suo marito, William Thomas.

## Morte
Il 25 gennaio 2016, 10 giorni dopo il suo ottantesimo compleanno, Picciotto morì al N Street Village, un rifugio per senzatetto.
Subì una caduta pochi istanti prima della sua morte.

## Apparizioni
Picciotto apparve nel film di Michael Moore del 2004 Fahrenheit 9/11. In The Oracles of Pennsylvania Avenue di Tim Wilkerson, un documentario del 2012 commissionato da Al Jazeera Documentary Channel, vennero raccontate le vite di Picciotto, William ed Ellen Thomas e Norman Mayer.